# Striononyma unicolor
Striononyma unicolor är en skalbaggsart som beskrevs av Stefan von Breuning 1961. Striononyma unicolor ingår i släktet Striononyma och familjen långhorningar.
Artens utbredningsområde är Filippinerna. Inga underarter finns listade i Catalogue of Life.